# Akatsi
Akatsi is een district in de regio Volta in het zuiden van Ghana. Het district heeft een oppervlakte van 1077 km² en een inwoneraantal van 93.483 (2002). De hoofdstad van het district is de gelijknamige stad Akatsi.